# Tobijski jezik
Tobijski jezik (ISO 639-3: tox), austronezijski jezik uže mikronezijske skupine, kojim govori još svega 22 ljudi (1995 SIL) u Palauu na otoku Tobi ili Hatohobei.
Službeni je jezik na području države Tobi, a u upotrebi je i palauanski [pau]. S još 12 jezika čini tručku podskupinu ponapejsko-tručkih jezika.

## Vanjske poveznice
- Ethnologue (14th)
- Ethnologue (15th)